# Tabanomorpha
Tabanomorpha è un raggruppamento sistematico di Insetti dell'ordine dei Ditteri, basato sulla classificazione su base filogenetica del sottordine Brachycera. Il taxon è inquadrato al rango di infraordine e comprende alcune delle famiglie primitive tradizionalmente incluse nella coorte degli Orthorrhapha.

## Sistematica
La sistematica dei Tabanomorpha è stata oggetto di numerose revisioni, nel corso della storia dell'entomologia e ancora oggi ricorrono differenti interpretazioni sia in merito alla posizione dei taxa sia in merito alla loro suddivisione. Fermo restando che la famiglia più rappresentativa e oggetto principale di trattazione, nell'ambito del raggruppamento, è rappresentata dai Tabanidae, diversi sono gli inquadramenti sistematici di altri Brachiceri inferiori, a volte considerati taxa di livello inferiore all'interno dei Tabanidae, a volte considerati gruppi tassonomici collaterali se non, addirittura, collocati all'interno di taxa superiori distinti dai Tabanomorpha. Questo marcato grado di incertezza e confusione è dovuto alla complessa revisione della tassonomia dei Diptera in generale, nell'ambito delle più recenti acquisizioni dall'analisi filogenetica, in atto da alcuni decenni e tuttora in itinere. I differenti criteri di impostazione delle sinapomorfie e le differenti priorità, in termini di importanza, attribuiti ai singoli aspetti etologici, evoluzionistici, morfologici e genetici, portano di fatto ad interpretazioni, più o meno contemporanee, anche distanti e controverse e, di conseguenza, a schemi tassonomici completamente diversi.
Gli aspetti controversi che ricorrono con maggiore frequenza nella letteratura, in merito alla sistematica dei Tabanomorpha, sono i seguenti:
- La superfamiglia dei Vermileonoidea è trattata, alternativamente, all'interno dei Tabanomorpha o in un infraordine proprio (Vermileonomorpha).
- La famiglia dei Xylophagidae sensu lato, trattata nel complesso o scorporata in più famiglie, è inclusa alternativamente fra i Tabanomorpha o in un infraordine proprio (Xylophagomorpha).
- Le famiglie dei Nemestrinidae e degli Acroceridae sono trattate alternativamente fra i Tabanomorpha oppure inquadrate fra i Muscomorpha.
- I Pelecorhynchinae, storicamente inclusi fra i Tabanidae al rango di sottofamiglia, sono trattati separatamente come famiglia autonoma o come taxon di livello inferiore incluso fra i Rhagionidae.

Sulla base di quanto detto, uno dei possibili schemi tassonomici ricorrenti nella letteratura più recente è il seguente:
- Infraordine Tabanomorpha
  - Superfamiglia Tabanoidea
    - Famiglia Athericidae
    - Famiglia Austroleptidae (in altri schemi inclusi nei Rhagionidae sensu lato)
    - Famiglia Oreoleptidae
    - Famiglia Rhagionidae (inclusi i Pelecorhynchidae)
    - Famiglia Spaniidae (in altri schemi inclusi nei Rhagionidae sensu lato)
    - Famiglia Tabanidae

  - Superfamiglia Vermileonoidea (in altri schemi inclusi in un infraordine proprio)
    - Famiglia Vermileonidae

## Filogenesi
Gli studi sulla filogenesi dei Brachiceri hanno messo in evidenza il carattere polifiletico del raggruppamento degli Orthorrhapha, ormai trattato in ambito informale solo per raggruppare i Brachiceri inferiori, talvolta denominati anche lower Brachycera (Brachiceri inferiori) o non Cyclorrhapha. Ciò ha portato alla suddivisione del sottordine in taxa, identificati come infraordini, corrispondenti alle linee filogenetiche. Nell'ambito dei Brachiceri, i Tabanomorpha si collocano nel ramo filogenetico più primitivo, divergente da quello dei Muscomorpha, e che comprende buona parte dei tradizionali Ortorrafi. Questo ramo si suddivide in due clade, uno corrispondente agli Stratiomyomorpha, l'altro, più composito, comprendente gli infraordini Tabanomorpha e Xylophagomorpha. Nell'ambito di quest'ultimo clade è supportata la divergenza degli Xylophagomorpha dalla linea Vermileonoidea + Tabanoidea, mentre queste ultime due superfamiglie formano nel complesso un clade monofiletico sulla base di sinapomorfie sia morfologiche sia molecolari.
Ancora incerta è la configurazione delle relazioni filogenetiche nell'ambito dei Tabanoidea in riferimento soprattutto all'inquadramento sistematico dei Rhagionidae: secondo WIEGMANN et al. (2000) questa famiglia è interpretata in senso esteso ma scorporandovi la famiglia dei Pelecorhynchidae; secondo STUCKENBERG (2001), le relazioni su base morfologica giustificherebbero la suddivisione dei Rhagionidae sensu lato in tre famiglie distinte, Spaniidae, Austroleptidae e Rhagionidae sensu stricto, ma includendovi in questi ultimi i Pelecorhynchidae. L'indirizzo proposto da STUCKENBERG è supportato da THOMSON e adottato in The Diptera Site.
A prescindere dalle effettive relazioni nell'ambito dei Rhagionidae sensu lato, il cladogramma risultante in cui si collocano i Tabanomorpha risulta essere il seguente:
| Tabanomorpha | \| \| Tabanoidea \| \| \| \| \| \| Vermileonoidea \| \| \| \| |
|              | \| \| Tabanoidea \| \| \| \| \| \| Vermileonoidea \| \| \| \| |
|              | Xylophagomorpha                                               |
|              |                                                               |
|              | Tabanoidea                                                    |
|              |                                                               |
|              | Vermileonoidea                                                |
|              |                                                               |

|  | Tabanoidea     |
|  |                |
|  | Vermileonoidea |
|  |                |

| Tabanomorpha | \| \| Tabanoidea \| \| \| \| \| \| Vermileonoidea \| \| \| \| |
|              | \| \| Tabanoidea \| \| \| \| \| \| Vermileonoidea \| \| \| \| |
|              | Xylophagomorpha                                               |
|              |                                                               |
|              | Tabanoidea                                                    |
|              |                                                               |
|              | Vermileonoidea                                                |
|              |                                                               |

|  | Tabanoidea     |
|  |                |
|  | Vermileonoidea |
|  |                |

| Tabanomorpha | \| \| Tabanoidea \| \| \| \| \| \| Vermileonoidea \| \| \| \| |
|              | \| \| Tabanoidea \| \| \| \| \| \| Vermileonoidea \| \| \| \| |
|              | Xylophagomorpha                                               |
|              |                                                               |
|              | Tabanoidea                                                    |
|              |                                                               |
|              | Vermileonoidea                                                |
|              |                                                               |

|  | Tabanoidea     |
|  |                |
|  | Vermileonoidea |
|  |                |

| Tabanomorpha | \| \| Tabanoidea \| \| \| \| \| \| Vermileonoidea \| \| \| \| |
|              | \| \| Tabanoidea \| \| \| \| \| \| Vermileonoidea \| \| \| \| |
|              | Xylophagomorpha                                               |
|              |                                                               |
|              | Tabanoidea                                                    |
|              |                                                               |
|              | Vermileonoidea                                                |
|              |                                                               |

|  | Tabanoidea     |
|  |                |
|  | Vermileonoidea |
|  |                |